# Claude, un empereur au destin singulier
Claude, un empereur au destin singulier est une exposition sur l'empereur Claude qui se déroule du 1er décembre 2018 au 4 mars 2019 au musée des Beaux-Arts de Lyon. Elle présente une vision renouvelée du personnage par rapport aux poncifs développés par ses contemporains et relayés durant des siècles.

## Thèmes de l'exposition
Cette exposition est l'occasion de revoir la vision très négative d'un personnage effacé et manipulable qui s'est maintenue durant des siècles et remise en cause depuis les dernières décennies du XXe siècle. « Le musée des Beaux-Arts de Lyon sculpte un nouveau portrait dans le marbre de la recherche, synthétisant un discours historiographique renouvelé, mettant à juste distance Suétone et consorts ».
L'exposition de Lyon évoque un empereur soucieux de son peuple, promoteur de réformes utiles et bon gestionnaire.

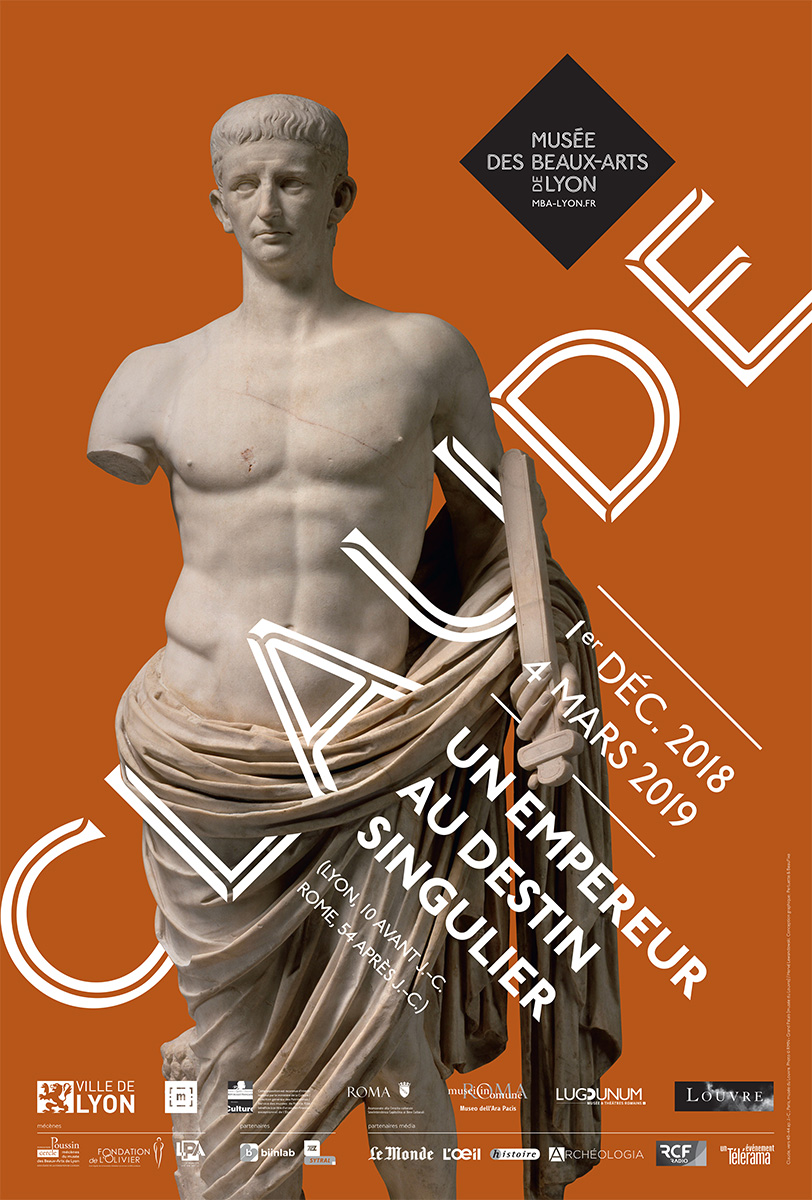
Affiche officielle de l'exposition Claude, un empereur au destin singulier, 1er déc 2018 - 4 mars 2019, au musée des beaux-arts de Lyon

L'exposition retrace la généalogie, l'histoire, les réalisations et la postérité de Claude au travers de quatre grandes zones ; Claude dans la dynastie des Julio-claudiens, La politique et le gouvernement de Claude, Les provinces et DIVUS CLAUDIUS.

## Organisation
L'exposition est construite par Geneviève Galliano, conservatrice des antiquités du musée des beaux-arts de Lyon. Le musée a obtenu des prêts du Musée du Louvre, du cabinet des médailles de la BNF, de l'École nationale supérieure des beaux-arts de Paris, des musées nationaux romains, du Palazzo Massimo, du British Museum, des Musées royaux d'art et d'histoire de Bruxelles et du Römisch-Germanisches Museum de Cologne.
L'exposition est composée de pièces d'époque et complétée par des peintures d'histoire ayant pour thème Claude et l'empire en son temps.
Cette exposition est ensuite présentée d’avril à octobre 2019 à Rome, au musée de l’Ara Pacis.

### Label national
L'exposition a obtenu le label « Exposition d'intérêt national » qui récompense et met en avant des événements muséographiques innovants, ambitieux et touchant un large public. Pour 2018, 20 expositions l'ont reçu en France, Françoise Nyssen salue l’excellence des 20 expositions qui ont reçu le label « Exposition d’intérêt national » en 2018 ainsi qu'une subvention de l'État. Il récompense « un discours muséal innovant, une approche thématique inédite, une scénographie et un dispositif de médiation ayant pour objectif de toucher les publics les plus variés ».

## Pièces de l'exposition
L'exposition comprend des portraits, des reliefs historiés, des inscriptions, camées, monnaies, objets de la vie quotidienne, des peintures d'histoire.
L'exposition est également illustrée par des photographies de Ferrante Ferranti et conçue par Jean-Paul Camargo et Xavier Bonillo de la société Saluces scénographie & graphisme. 
| Numéro au catalogue | Titre de l'œuvre | Type        | Musée d'origine                                                                                | Illustration |
| ------------------- | --- | ----------- | ---------------------------------------------------------------------------------------------- | ------------ |
| 1                   | Buste d'Auguste avec une couronne gemmée | Buste       | Musées du Capitole, Palais Neuf (Rome)                                                         |              |
| 2                   | Portrait de Livie divinisée | Buste       | Musées royaux d'art et d'histoire (Bruxelles)                                                  |              |
| 3                   | Portrait féminin | Buste       | Musée national romain, Palais Massimo alle Terme (Rome)                                        |              |
| 4                   | Portrait de Marc Antoine | Buste       | Musée régional de la Narbonne antique (Narbonne)                                               |              |
| 5                   | Portrait de Tibère | Buste       | Musée Saint-Raymond (Toulouse)                                                                 |              |
| 6                   | Portrait de Drusus l'Ancien | Buste       | Musée du Louvre, département des antiquités grecques, étrusques et romaines du musée (Paris)   |              |
| 7                   | Portrait d'Antonia la Jeune | Buste       | Musée du Louvre, département des antiquités grecques, étrusques et romaines du musée (Paris)   |              |
| 8                   | Portrait de Germanicus | Buste       | Musée Saint-Raymond (Toulouse)                                                                 |              |
| 9                   | Portrait d'une princesse julio-claudienne | Buste       | Musée national romain, Palais Massimo alle Terme (Rome)                                        |              |
| 10                  | Claude en nudité héroïque | Statue      | Musée du Louvre, département des antiquités grecques, étrusques et romaines du musée (Paris)   |              |
| 11                  | Victoire | Statue      | Lugdunum - Musée et théâtres romains (Lyon)                                                    |              |
| 12                  | Discours sur les médailles d'Auguste et de Tibère, au revers de l'autel de Lyon | Gravure     | Musée des Beaux-Arts (Lyon)                                                                    |              |
| 13                  | Sesterce d'Auguste à l'autel fédéral des Trois Gaules | Monnaie     | Musée des Beaux-Arts (Lyon)                                                                    |              |
| 14                  | As d'Auguste à l'autel fédéral des Trois Gaules | Monnaie     | Musée des Beaux-Arts (Lyon)                                                                    |              |
| 15                  | As d'Auguste à l'autel fédéral des Trois Gaules | Monnaie     | Musée des Beaux-Arts (Lyon)                                                                    |              |
| 16                  | Esquisse pour la décoration du grand amphithéâtre des facultés de médecine de Lyon : « Le concours d'éloquence sous Caligula à Lyon » | Peinture    | La Piscine, musée d'art et d'industrie André-Diligent (Roubaix)                                |              |
| 17                  | Maquette du « Palais du gouverneur » | Maquette    | Lugdunum - Musée et théâtres romains (Lyon)                                                    |              |
| 18                  | Fragment d'une mosaïque du balneum du « Palais du gouverneur » | Mosaïque    | Lugdunum - Musée et théâtres romains (Lyon)                                                    |              |
| 19                  | Fragment d'une mosaïque du balneum du « Palais du gouverneur » | Mosaïque    | Lugdunum - Musée et théâtres romains (Lyon)                                                    |              |
| 20                  | Peinture murale à décor de pygmées et grue provenant du cryptoportique du « Palais du gouverneur » | Peinture    | Lugdunum - Musée et théâtres romains (Lyon)                                                    |              |
| 21                  | Aureus | Monnaie     | Musée des Beaux-Arts (Lyon)                                                                    |              |
| 22                  | Denier | Monnaie     | Musée des Beaux-Arts (Lyon)                                                                    |              |
| 23                  | Aureus, type de Caius et Lucius | Monnaie     | Musée des Beaux-Arts (Lyon)                                                                    |              |
| 24                  | Gobelet d'Aco : gladiateurs, héraut jouant de la trompette et scène érotique | Céramique   | Lugdunum - Musée et théâtres romains (Lyon)                                                    |              |
| 25                  | Gobelet d'Aco : bustes de Vénus sur des colonnettes ; Minerve entre deux couronnes et dauphins | Céramique   | Lugdunum - Musée et théâtres romains (Lyon)                                                    |              |
| 26                  | Fragment de moule : Gladiateurs et arbitre | Céramique   | Lugdunum - Musée et théâtres romains (Lyon)                                                    |              |
| 27                  | Gobelet cylindrique | Céramique   | Lugdunum - Musée et théâtres romains (Lyon)                                                    |              |
| 28                  | Gobelet cylindrique | Céramique   | Lugdunum - Musée et théâtres romains (Lyon)                                                    |              |
| 29                  | Gobelet tronconique | Céramique   | Lugdunum - Musée et théâtres romains (Lyon)                                                    |              |
| 30                  | Assiette | Céramique   | Lugdunum - Musée et théâtres romains (Lyon)                                                    |              |
| 31                  | Assiette | Céramique   | Lugdunum - Musée et théâtres romains (Lyon)                                                    |              |
| 32                  | Assiette | Céramique   | Lugdunum - Musée et théâtres romains (Lyon)                                                    |              |
| 33                  | Bol | Céramique   | Lugdunum - Musée et théâtres romains (Lyon)                                                    |              |
| 34                  | Bol | Céramique   | Lugdunum - Musée et théâtres romains (Lyon)                                                    |              |
| 35                  | Portrait de Germanicus | Buste       | Musée du Louvre, département des antiquités grecques, étrusques et romaines du musée (Paris)   |              |
| 36                  | Portrait d'Agrippine l'Ainée | Buste       | Musée du Louvre, département des antiquités grecques, étrusques et romaines du musée (Paris)   |              |
| 37                  | Phalère avec Tibère, son fils Drusus et son fils adoptif Germanicus | Verre       | Musée romain-germanique (Cologne)                                                              |              |
| 38                  | Lampe à huile avec urne de Germanicus | Céramique   | Musée du Louvre, département des antiquités grecques, étrusques et romaines du musée (Paris)   |              |
| 39                  | Tabula Hebana | Inscription | Museo archeologico e d’arte della Maremma (Grosseto)                                           |              |
| 40                  | Germanicus apaise la sédition dans son camp | Peinture    | Beaux-arts de Paris (Paris)                                                                    |              |
| 41                  | Portrait de Caligula | Statue      | Musée du Louvre, département des antiquités grecques, étrusques et romaines du musée (Paris)   |              |
| 42                  | Inscription honorifique de Drusilla divinisée, dédiée par Caligula avant la damnatio memoriae | Inscription | Musée grégorien profane, Musées du Vatican (Cité du Vatican)                                   |              |
| 43                  | Sesterce de Caligula | Monnaie     | Bode-Museum, Musées d'État de Berlin (Berlin)                                                  |              |
| 44                  | Æmilia Lepida | Gravure     | Département des estampes et de la photographie de la Bibliothèque nationale de France (Paris)  |              |
| 45                  | Ælia paetina | Gravure     | Département des estampes et de la photographie de la Bibliothèque nationale de France (Paris)  |              |
| 46                  | Epitome du Thresor des Antiquitez, C'est à dire, Pourtraits des vrayes Medailles des Empp. tant d'Orient que d'Occident / De l'estude de Iaques de Strada Mantuan Antiquaire | Gravure     | Bibliothèque municipale de Lyon (Lyon)                                                         |              |
| 47                  | Epitome du Thresor des Antiquitez, C'est à dire, Pourtraits des vrayes Medailles des Empp. tant d'Orient que d'Occident / De l'estude de Iaques de Strada Mantuan Antiquaire | Gravure     | Bibliothèque municipale de Lyon (Lyon)                                                         |              |
| 48                  | Le Imagini delle donne auguste intagliate in istampa di rame ; con le vite, et ispositioni di Enea Vico sopra i reversi delle loro medaglie antiche. Libro primo | Gravure     | Bibliothèque municipale de Lyon (Lyon)                                                         |              |
| 49                  | Messaline | Statue      | Musée du Louvre, département des antiquités grecques, étrusques et romaines du musée (Paris)   |              |
| 50                  | Claudia Octavia | Statue      | Museo archeologico e d’arte della Maremma (Grosseto)                                           |              |
| 51                  | Un précepteur au service de la famille des Statilii | Inscription | Musée national romain (Rome)                                                                   |              |
| 52                  | La Mort de Messaline | Peinture    | Beaux-arts de Paris (Paris)                                                                    |              |
| 53                  | Cippe pomérial | Inscription | Galerie lapidaire, Musées du Vatican (Cité du Vatican)                                         |              |
| 54                  | Relief avec les personnifications de trois populi étrusques | Relief      | Musée grégorien profane, Musées du Vatican (Cité du Vatican)                                   |              |
| 55                  | Les œuvres de Sénèque le philosophe, traduites en françois par feu M. La Grange | Livre       | Bibliothèque municipale de Lyon (Lyon)                                                         |              |
| 56                  | Les Œuvres de C. Cornelius Tacitus,… à sçavoir : les Annales et Histoires des choses advenues en l'Empire de Rome depuis le trespas d'Auguste ; l'Assiete de Germanie, les meurs et noms des anciens peuples de ce pays ; la Vie d'Agricola, où est traitée la conqueste et description du pays jadis appelé Bretaigne, et maintenant Angleterre et Escoce. Le tout nouvellement mis en françois, avec quelques annotations nécessaires pour l'intelligence des mots les plus remarquables | Livre       | Bibliothèque municipale de Lyon (Lyon)                                                         |              |
| 57                  | Suetone Tranquile De la vie des XII. Cesars. Traduit par George de la Boutière Autunois | Livre       | Bibliothèque municipale de Lyon (Lyon)                                                         |              |
| 58                  | L'Histoire de Dion Cassius de Nycaee, contenant les vies des vingt-six empereurs, qui ont régné depuis Jules Caesar, jusques à Alexandre fils de Mammaee ; abbregee par Xiphilin. Reveuë, corrigee, & illustree d'annotations & maximes politiques | Livre       | Bibliothèque municipale de Lyon (Lyon)                                                         |              |
| 59                  | Commentaires historiques contenant l'histoire générale des empereurs, impératrices, caesars et tyrans de l'empire romain, illustrés de médailles | Livre       | Bibliothèque municipale de Lyon (Lyon)                                                         |              |
| 60                  | Aureus de Claude | Monnaie     | Bode-Museum, Musées d'État de Berlin (Berlin)                                                  |              |
| 61                  | Denier de Claude | Monnaie     | Bode-Museum, Musées d'État de Berlin (Berlin)                                                  |              |
| 62                  | Quadrans de Claude | Monnaie     | Lugdunum - Musée et théâtres romains (Lyon)                                                    |              |
| 63                  | Quadrans de Claude | Monnaie     | Bode-Museum, Musées d'État de Berlin (Berlin)                                                  |              |
| 64                  | Claude proclamé empereur | Peinture    | Beaux-arts de Paris (Paris)                                                                    |              |
| 65                  | Fontaine érigée en l'honneur de Claude | Sculpture   | Lugdunum - Musée et théâtres romains (Lyon)                                                    |              |
| 66                  | Base avec une inscription honorifique de Claude | Inscription | Galerie lapidaire, Musées du Vatican (Cité du Vatican)                                         |              |
| 67                  | Fragment d'un grand camée « tête laurée de Claude » | Camée       | British Museum (Londres)                                                                       |              |
| 68                  | Camée « Claude empereur » | Camée       | Musée d'Histoire de l'art de Vienne (Vienne)                                                   |              |
| 69                  | Camée « Portrait d'une impératrice julio-claudienne (Messaline ?) » | Camée       | Département des Monnaies, médailles et antiques de la Bibliothèque nationale de France (Paris) |              |
| 70                  | Camée « Drusus l'Ancien » (?) | Camée       | Musée d'Histoire de l'art de Vienne (Vienne)                                                   |              |
| 71                  | Camée « Claude lauré » | Camée       | British Museum (Londres)                                                                       |              |
| 72                  | Sesterce | Monnaie     | Musée d'Histoire de l'art de Vienne (Vienne)                                                   |              |
| 73                  | Aureus de Claude | Monnaie     | Musée des Beaux-Arts (Lyon)                                                                    |              |
| 74                  | Aureus de Claude | Monnaie     | Musée des Beaux-Arts (Lyon)                                                                    |              |
| 75                  | Aureus de Claude | Monnaie     | Musée des Beaux-Arts (Lyon)                                                                    |              |
| 76                  | Aureus de Claude | Monnaie     | Musée des Beaux-Arts (Lyon)                                                                    |              |
| 77                  | Aureus de Claude | Monnaie     | Musée des Beaux-Arts (Lyon)                                                                    |              |
| 78                  | Aureus de Claude | Monnaie     | Musée des Beaux-Arts (Lyon)                                                                    |              |
| 79                  | Aureus de Claude | Monnaie     | Musée des Beaux-Arts (Lyon)                                                                    |              |
| 80                  | Aureus de Claude | Monnaie     | Musée des Beaux-Arts (Lyon)                                                                    |              |
| 81                  | Aureus de Claude | Monnaie     | Musée des Beaux-Arts (Lyon)                                                                    |              |
| 82                  | Aureus de Claude | Monnaie     | Musée des Beaux-Arts (Lyon)                                                                    |              |
| 83                  | Aureus de Claude | Monnaie     | Musée des Beaux-Arts (Lyon)                                                                    |              |
| 84                  | Livie en Cérès | Buste       | Musées du Capitole (Rome)                                                                      |              |
| 85                  | Bas-relief avec le portrait d'Antonia la Jeune (?) | Relief      | Musée des Beaux-Arts (Lyon)                                                                    |              |
| 86                  | Fragment de relief : Érotes avec la faucille de Saturne | Relief      | Musée archéologique national de Venise (Venise)                                                |              |
| 87                  | Fragment de relief : Érotes avec le sceptre de Saturne | Relief      | Musée archéologique national de Venise (Venise)                                                |              |
| 88                  | Portrait d'un inconnu dit « Corbulon » | Buste       | Musée du Louvre, département des antiquités grecques, étrusques et romaines du musée (Paris)   |              |
| 89                  | Portrait d'un inconnu dit « Plancus » | Buste       | Lugdunum - Musée et théâtres romains (Lyon)                                                    |              |
| 90                  | Portrait d'enfant | Buste       | Musée des Beaux-Arts (Boston)                                                                  |              |
| 91                  | Portrait d'homme | Buste       | Musée archéologique national de Venise (Venise)                                                |              |
| 92                  | Portrait de femme | Buste       | Musée archéologique national de Naples (Naples)                                                |              |
| 93                  | Autel funéraire de Tiberius Iulius Xanthus, masseur de Tibère et du Divin Claude, et vice-commandant de la flotte d'Alexandrie | Autel       | Musées du Capitole (Rome)                                                                      |              |
| 94                  | Plaque inscrite du nom de Narcisse | Inscription | Musée du Louvre, département des antiquités grecques, étrusques et romaines du musée (Paris)   |              |
| 95                  | Relief funéraire de Caius Aurunceius Princeps | Buste       | Musées royaux d'art et d'histoire (Bruxelles)                                                  |              |
| 96                  | Brique avec marque de fabrique de Domitius Afer | Inscription | Musées du Vatican (Cité du Vatican)                                                            |              |
| 97                  | L'empereur Claude fait assassiner son légat Asiaticus | Peinture    | Casa d'Aste Vincent (Naples)                                                                   |              |
| 98                  | La Table claudienne | Inscription | Lugdunum - Musée et théâtres romains (Lyon)                                                    |              |
| 99                  | Pomponius Mela, Pomponius Mela traduit en français, sur l'édition d'Abraham Gronovius, le texte vis-a-vis la traduction, avec des notes critiques, géographiques et historiques, qui ont pour objet de faciliter l'intelligence du texte et de justifier la traduction ; de mettre en parallèle les opinions des Anciens sur les principaux points de Géographie, de Chronologie et d'Histoire, et de présenter un système complet de Géographie comparée par C.-P. Fradin                 | Carte       | Bibliothèque municipale de Lyon (Lyon)                                                         |              |
| 100                 | Sesterce de Néron : Portus | Monnaie     | Lugdunum - Musée et théâtres romains (Lyon)                                                    |              |
| 101                 | Port d'Ostie. Plan général restauré comprenant les ports de Claude et de Trajan et la Darce du port de Claude avec une indication de la ville et des murs de Porto | Peinture    | Beaux-arts de Paris (Paris)                                                                    |              |
| 102                 | Conduite d'eau au nom de l'empereur Claude | Artefact    | Musée national romain, Palais Massimo alle Terme (Rome)                                        |              |
| 103                 | Aqueduc de Claude, vers 1857 | Peinture    | Musée de Rome (Rome)                                                                           |              |
| 104                 | Cuirasse trophée | Artefact    | Musées du Vatican (Cité du Vatican)                                                            |              |
| 105                 | Diplôme militaire | Inscription | Musée archéologique national de Naples (Naples)                                                |              |
| 106                 | Balance romaine avec un poids en forme de tête d'enfant | Artefact    | Musée archéologique national de Naples (Naples)                                                |              |
| 107                 | Assiette fragmentaire | Céramique   | Musée d'archéologie tricastine (Saint-Paul-Trois-Châteaux)                                     |              |
| 108                 | Coupe fragmentaire | Céramique   | Musée d'archéologie tricastine (Saint-Paul-Trois-Châteaux)                                     |              |
| 109                 | Coupe fragmentaire | Céramique   | Musée d'archéologie tricastine (Saint-Paul-Trois-Châteaux)                                     |              |
| 110                 | Pot à une anse | Céramique   | Musée d'archéologie tricastine (Saint-Paul-Trois-Châteaux)                                     |              |
| 111                 | Lampe à huile à médaillon décoré d'un amour | Céramique   | Musée d'archéologie tricastine (Saint-Paul-Trois-Châteaux)                                     |              |
| 112                 | Ensemble de balsamaires | Verre       | Musée d'archéologie tricastine (Saint-Paul-Trois-Châteaux)                                     |              |
| 113                 | Assiette | Céramique   | Musée d'archéologie tricastine (Saint-Paul-Trois-Châteaux)                                     |              |
| 114                 | Assiette | Céramique   | Musée d'archéologie tricastine (Saint-Paul-Trois-Châteaux)                                     |              |
| 115                 | Assiette | Céramique   | Musée d'archéologie tricastine (Saint-Paul-Trois-Châteaux)                                     |              |
| 116                 | Coupe | Céramique   | Musée d'archéologie tricastine (Saint-Paul-Trois-Châteaux)                                     |              |
| 117                 | Coupe | Céramique   | Musée d'archéologie tricastine (Saint-Paul-Trois-Châteaux)                                     |              |
| 118                 | Coupe | Céramique   | Musée d'archéologie tricastine (Saint-Paul-Trois-Châteaux)                                     |              |
| 119                 | Coupe | Céramique   | Musée d'archéologie tricastine (Saint-Paul-Trois-Châteaux)                                     |              |
| 120                 | Coupe | Céramique   | Musée d'archéologie tricastine (Saint-Paul-Trois-Châteaux)                                     |              |
| 121                 | Coupe | Céramique   | Musée d'archéologie tricastine (Saint-Paul-Trois-Châteaux)                                     |              |
| 122                 | Cruche | Céramique   | Musée d'archéologie tricastine (Saint-Paul-Trois-Châteaux)                                     |              |
| 123                 | Biberon | Céramique   | Musée d'archéologie tricastine (Saint-Paul-Trois-Châteaux)                                     |              |
| 124                 | Coupe | Céramique   | Musée d'archéologie tricastine (Saint-Paul-Trois-Châteaux)                                     |              |
| 125                 | Balsamaire | Verre       | Musée d'archéologie tricastine (Saint-Paul-Trois-Châteaux)                                     |              |
| 126                 | Balsamaire | Verre       | Musée d'archéologie tricastine (Saint-Paul-Trois-Châteaux)                                     |              |
| 127                 | Balsamaire | Verre       | Musée d'archéologie tricastine (Saint-Paul-Trois-Châteaux)                                     |              |
| 128                 | Balsamaire | Verre       | Musée d'archéologie tricastine (Saint-Paul-Trois-Châteaux)                                     |              |
| 129                 | Balsamaire | Verre       | Musée d'archéologie tricastine (Saint-Paul-Trois-Châteaux)                                     |              |
| 130                 | Balsamaire | Verre       | Musée d'archéologie tricastine (Saint-Paul-Trois-Châteaux)                                     |              |
| 131                 | Balsamaire | Verre       | Musée d'archéologie tricastine (Saint-Paul-Trois-Châteaux)                                     |              |
| 132                 | Cruche | Verre       | Musée d'archéologie tricastine (Saint-Paul-Trois-Châteaux)                                     |              |
| 133                 | Cruche | Verre       | Musée d'archéologie tricastine (Saint-Paul-Trois-Châteaux)                                     |              |
| 134                 | Canthare en verre bleu de Cologne | Verre       | Musée romain-germanique (Cologne)                                                              |              |
| 135                 | Glaive de type Mayence et son fourreau | Artefact    | Musée archéologique (Strasbourg)                                                               |              |
| 136                 | La sainte Bible, traduction de Sacy, ornée de 300 figurines d'après les dessins de Marillier et Monsion | Livre       | Bibliothèque municipale de Lyon (Lyon)                                                         |              |
| 137                 | Masque funéraire de femme | Buste       | Musée des Beaux-Arts (Lyon)                                                                    |              |
| 138                 | Tambour de colonne : Claude et les deux crocodiles | Artefact    | Musée des Beaux-Arts (Lyon)                                                                    |              |
| 139                 | Buste de Ptolémée de Maurétanie | Buste       | Musée du Louvre, département des antiquités grecques, étrusques et romaines du musée (Paris)   |              |
| 140                 | Tête de l'empereur Claude ou Néron | Statue      | British Museum (Londres)                                                                       |              |
| 141                 | Vase en forme d'oiseau | Céramique   | British Museum (Londres)                                                                       |              |
| 142                 | Coupe | Céramique   | British Museum (Londres)                                                                       |              |
| 143                 | Petit pot | Céramique   | British Museum (Londres)                                                                       |              |
| 144                 | Monnaie | Monnaie     | British Museum (Londres)                                                                       |              |
| 145                 | Statère de Cunobelinos | Monnaie     | Musée d'Ipswich et Colchester (Colchester)                                                     |              |
| 146                 | Statère de Cunobelinos | Monnaie     | Musée d'Ipswich et Colchester (Colchester)                                                     |              |
| 147                 | Quart de statère de Trinovantes | Monnaie     | Musée d'Ipswich et Colchester (Colchester)                                                     |              |
| 148                 | Monnaie de Cunobelinos | Monnaie     | Musée d'Ipswich et Colchester (Colchester)                                                     |              |
| 149                 | Monnaie de Cunobelinos | Monnaie     | Musée d'Ipswich et Colchester (Colchester)                                                     |              |
| 150                 | Partie antérieure d'un fourreau de poignard de ceinture | Artefact    | Musée d'Ipswich et Colchester (Colchester)                                                     |              |
| 151                 | Gobelet avec scènes de course de chars | Verre       | British Museum (Londres)                                                                       |              |
| 152                 | Disque d'une lampe à huile à motif de Minerve | Céramique   | Musée d'Ipswich et Colchester (Colchester)                                                     |              |
| 153                 | Philippes (Macédoine) | Monnaie     | Bibliothèque apostolique vaticane (Cité du Vatican)                                            |              |
| 154                 | Patras (Péloponnèse) | Monnaie     | Bibliothèque apostolique vaticane (Cité du Vatican)                                            |              |
| 155                 | Abdera (Thrace) | Monnaie     | Bode-Museum, Musées d'État de Berlin (Berlin)                                                  |              |
| 156                 | Tralles (Lydie) | Monnaie     | Bibliothèque apostolique vaticane (Cité du Vatican)                                            |              |
| 157                 | Éphèse (Asie) Cistophore | Monnaie     | Musée d'Histoire de l'art de Vienne (Vienne)                                                   |              |
| 158                 | Chalcis sub Libanum (Liban actuel) | Monnaie     | British Museum (Londres)                                                                       |              |
| 159                 | Jérusalem (Judée) | Monnaie     | Bibliothèque apostolique vaticane (Cité du Vatican)                                            |              |
| 160                 | Alexandrie (Égypte) Tétradrachme | Monnaie     | Bode-Museum, Musées d'État de Berlin (Berlin)                                                  |              |
| 161                 | Alexandrie (Égypte) Tétradrachme | Monnaie     | Bibliothèque apostolique vaticane (Cité du Vatican)                                            |              |
| 162                 | Alexandrie (Égypte) | Monnaie     | Bibliothèque apostolique vaticane (Cité du Vatican)                                            |              |
| 163                 | Alexandrie (Égypte) | Monnaie     | Bibliothèque apostolique vaticane (Cité du Vatican)                                            |              |
| 164                 | Relief historique, dit relief des prétoriens | Relief      | Musée du Louvre, département des antiquités grecques, étrusques et romaines du musée (Paris)   |              |
| 165                 | Fragment de relief : Isis sur un char (?) | Relief      | Musées du Capitole, Centrale Montemartini (Rome)                                               |              |
| 166                 | Fragment de relief : Deux têtes d'hommes | Relief      | Musées du Capitole, Centrale Montemartini (Rome)                                               |              |
| 167                 | Fragment de relief : tête de soldat | Relief      | Musée des Beaux-Arts (Boston)                                                                  |              |
| 168                 | Procession sacrificielle devant le temple de la Magna Mater sur le Palatin | Relief      | Musée de la Civilisation romaine (Rome)                                                        |              |
| 169                 | Scène de sacrifice devant le temple de Mars Ultor sur le Forum d'Auguste | Relief      | Musée de la Civilisation romaine (Rome)                                                        |              |
| 170                 | Mosaïque des Xenia | Mosaïque    | Musée gallo-romain (Saint-Romain-en-Gal)                                                       |              |
| 171                 | Statue d'un enfant en toge : Britannicus (?) | Statue      | Galerie des Offices (Florence)                                                                 |              |
| 172                 | Agrippine la Jeune en prêtresse | Statue      | Musées du Capitole, Centrale Montemartini (Rome)                                               |              |
| 173                 | Néron enfant | Statue      | Musée du Louvre, département des antiquités grecques, étrusques et romaines du musée (Paris)   |              |
| 174                 | Inscription de Néron avec filiation au Divin Claude | Inscription | Musée romain-germanique (Cologne)                                                              |              |

### Plan
|  | 1. L’empire des Julio-Claudiens 2. La naissance à Lyon 3. Germanicus, le frère 4. Caligula, le neveu 5. Claude, de l’ombre à la lumière 6. Un avènement inattendu 7. L’empire 8. La légitimité dynastique 9. Le gouvernement 10. La Table claudienne 11. Les marques du pouvoir 12. La fin d’un empereur. La naissance d’un dieu - A. espace de médiation réservé aux groupes - B. espace détente |

### Galerie des salles de l'exposition

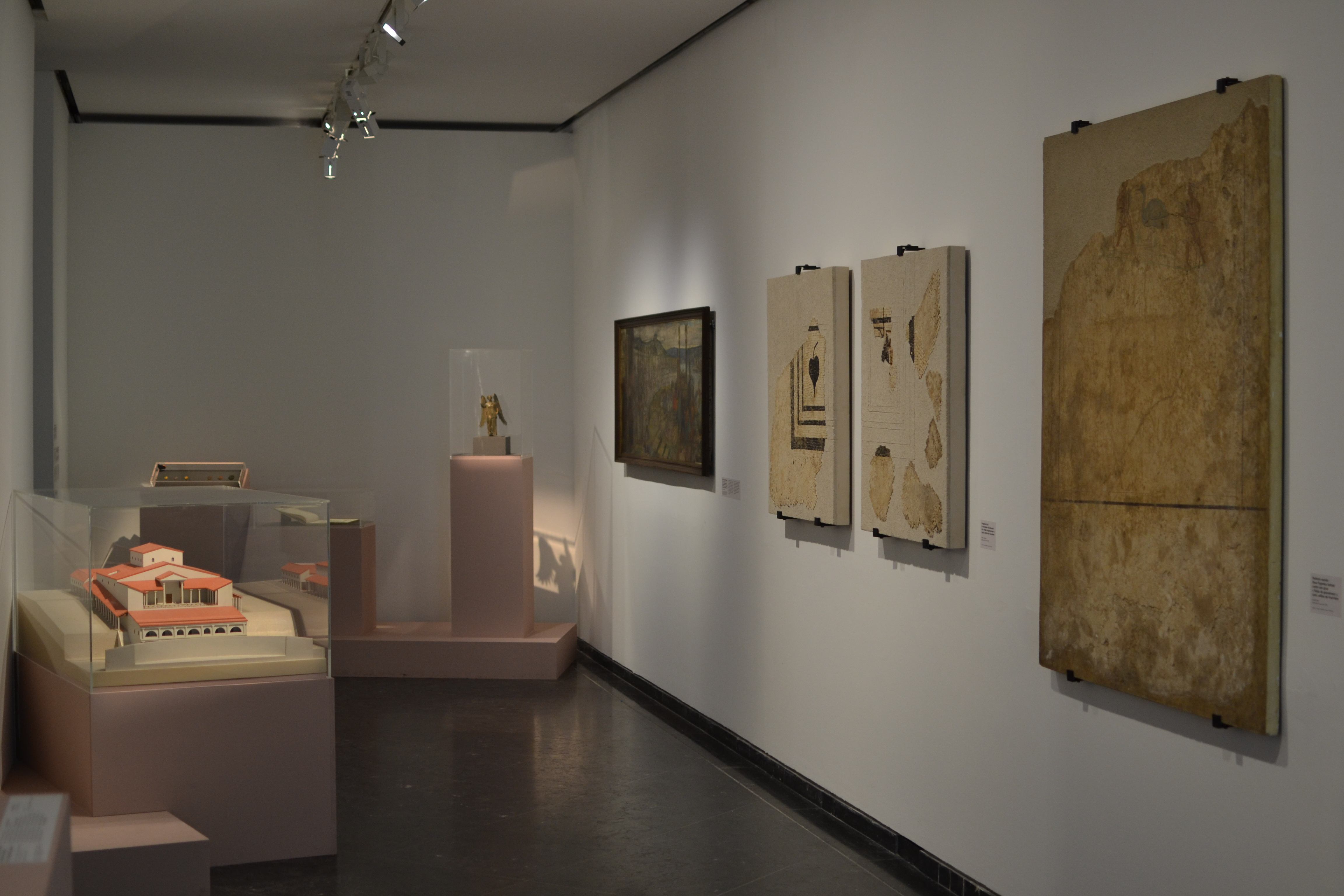
Le « palais du gouverneur » et l’autel des Trois Gaules à Lugdunum
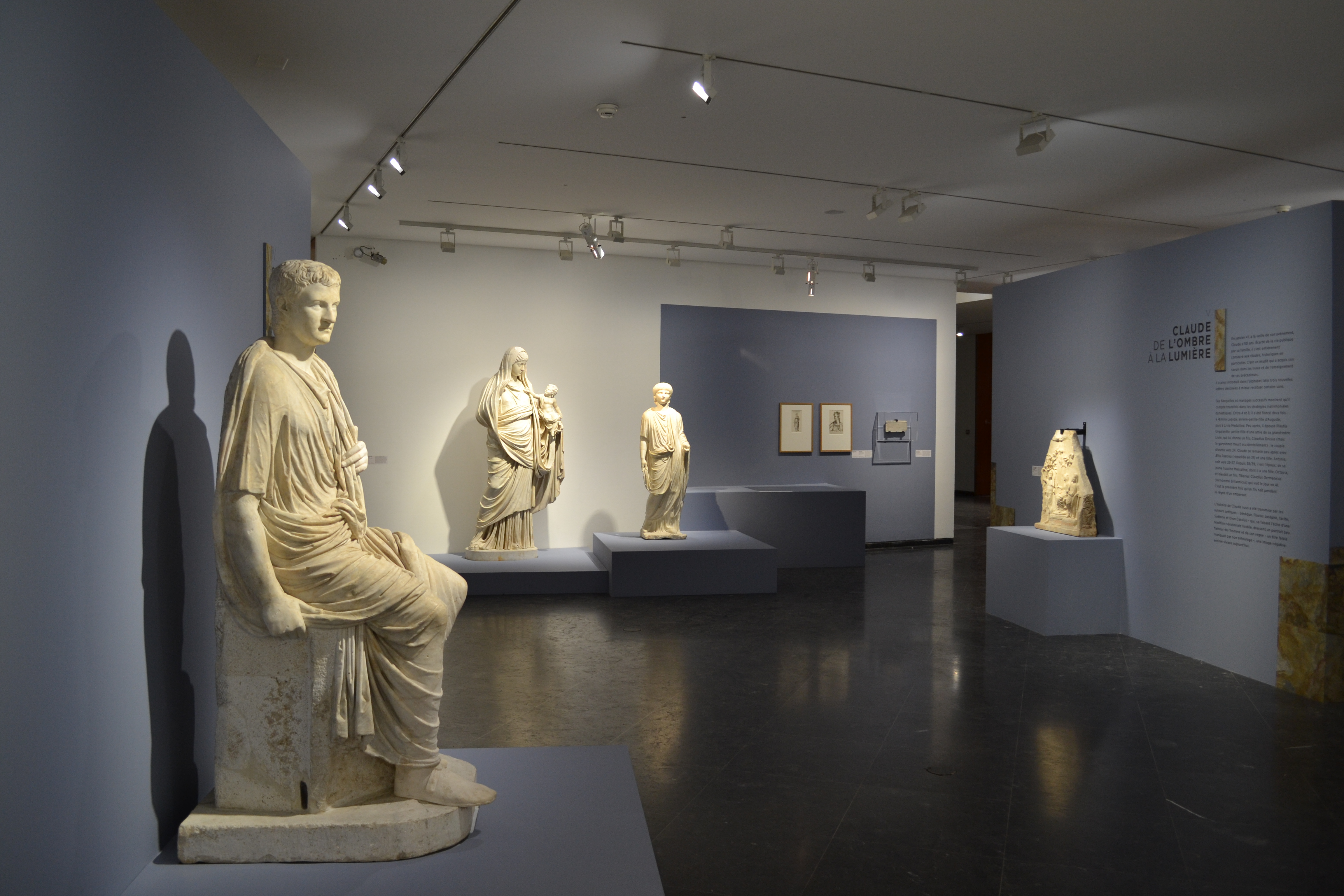
Claude de l’ombre à la lumière, sous Caligula
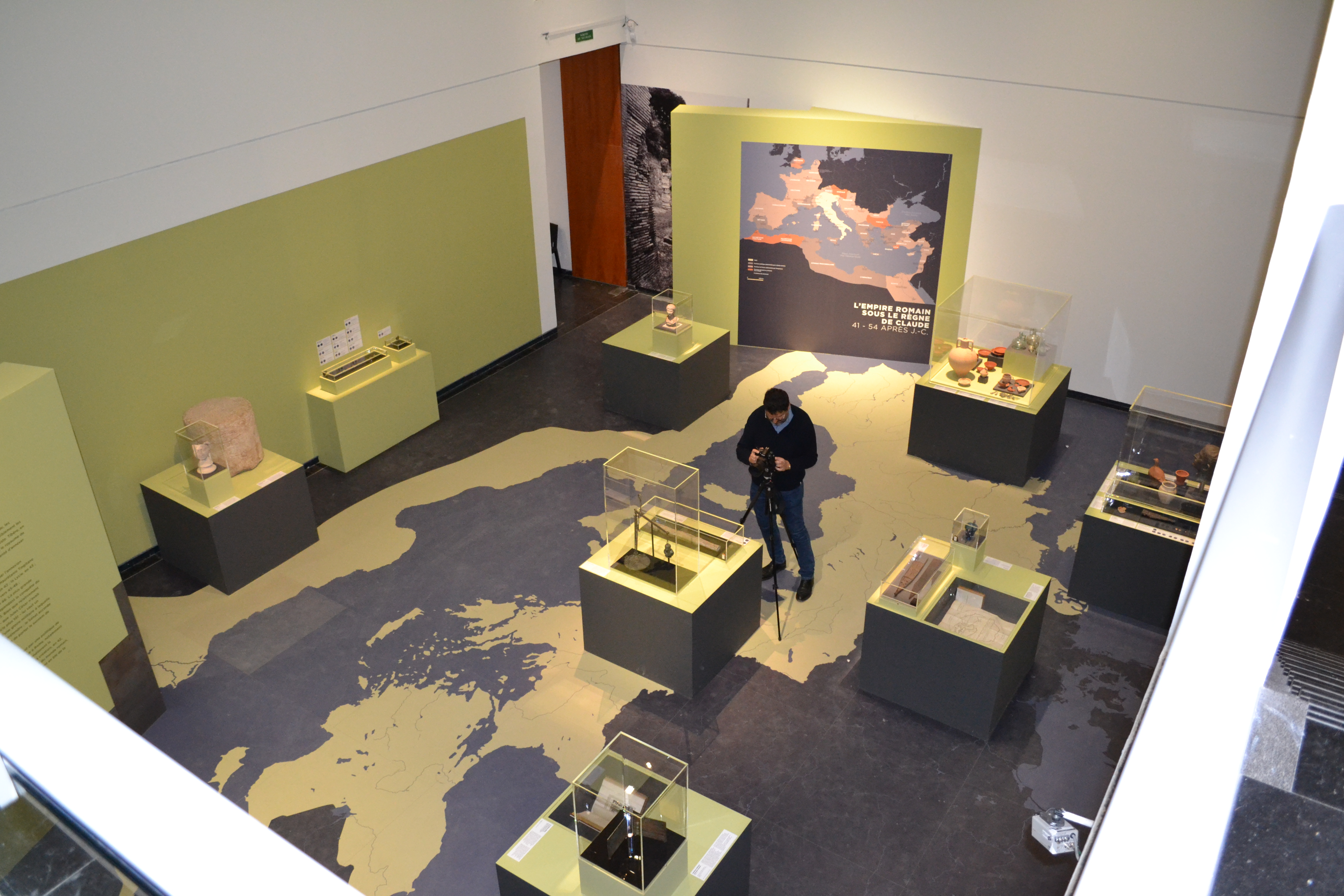
Extension de l'empire romain sous le règne de Claude
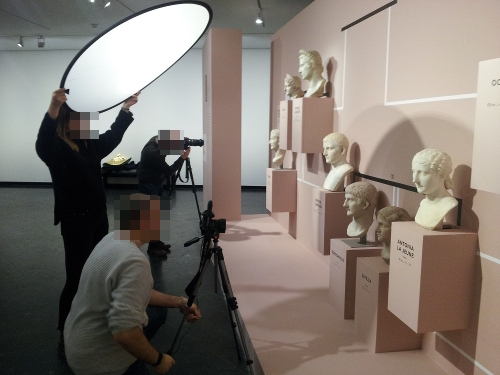
Wikipédiens photographes travaillant dans l'exposition
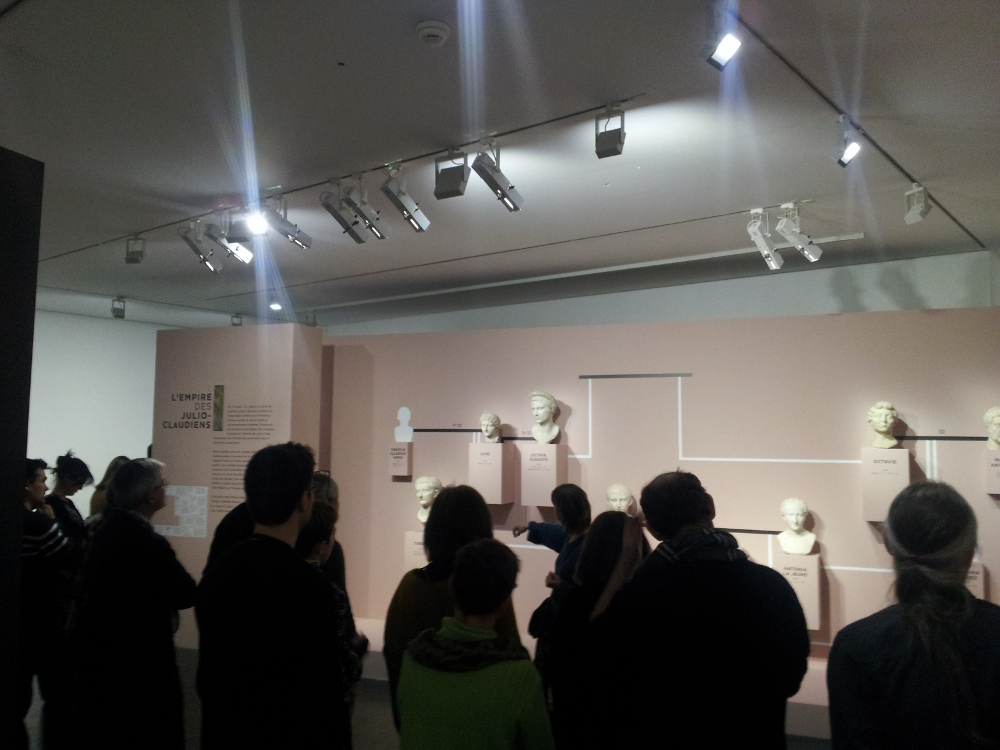
Visite commentée de l'exposition

## Musées et institutions prêteurs
- France
  - Lyon, Lugdunum – Musée et théâtres romains
  - Lyon, Bibliothèque municipale
  - Narbonne, Musée régional de la Narbonne antique
  - Paris, Bibliothèque nationale de France
  - Paris, Beaux-Arts de Paris
  - Paris, Musée du Louvre, département des antiquités grecques, étrusques et romaines
  - Roubaix, La Piscine, musée d’art et d’industrie André-Diligent
  - Saint-Paul-Trois-Châteaux, musée d’archéologie tricastine
  - Saint-Romain-en-Gal, musée gallo-romain
  - Strasbourg, musée archéologique
  - Toulouse, musée Saint-Raymond, musée archéologique
- Italie
  - Florence, Galleria degli Uffizi
  - Grosseto, Museo archeologico e d’arte della Maremma
  - Naples, Case d’Aste Vincent
  - Naples, Museo Archeologico Nazionale di Napoli
  - Rome, Museo Nazionale Romano
  - Rome, Sovrintendenza Capitolina ai Beni Culturali
  - Rome, Musée de la Civilisation romaine
  - Venise, Museo Archeologico Nazionale de Venezia.
  - Venise, Polo Museale del Veneto
- Allemagne
  - Berlin, Staatliche Museen zu Berlin
  - Cologne, Römisch-Germanisches Museum
- Angleterre
  - Colchester, Colchester and Ipswitch Museum Service
  - Londres, The British Museum
- Vatican
  - Cité du Vatican, Biblioteca, Apostolica Vaticana
  - Cité du Vatican, Musei Vaticani
- Autriche
  - Vienne, Kunsthistorisches Museum
- Belgique
  - Bruxelles, Musées royaux d’art et d’histoire
- États-Unis
  - Boston, Museum of Fine Arts